# Nikolaj Miklucho-Maklaj

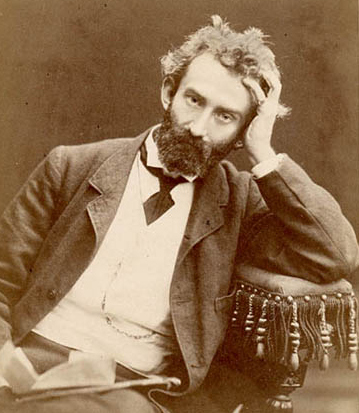
Nikolaj Miklucho-Maklaj

Nikolaj Nikolajevitj Miklucho-Maklaj (ryska: Николай Николаевич Миклухо-Маклай), född 5 juli (g.s.) (17 juli n.s.) 1846, i byn Jazykovo i Borovitjskij ujezd i Guvernementet Novgorod i Kejsardömet Ryssland (nu i Okulovskij rajon i Novgorod oblast i Ryssland), död 2 april (g.s.) (14 april n.s.) 1888, i Sankt Petersburg, var en rysk etnolog, antropolog och biolog, känd för sina forskningsresor. 
Han reste och studerade vida omkring i Europa, och blev under en resa nära vän med biologen Anton Dohrn. Miklucho-Maklaj var också i Australien, där han grundlade landets första marinbiologiska institut. År 1871 for han med understöd av Ryska Geografiska Sällskapet till Papua Nya Guinea, där han med en svensk medhjälpare levde ett helt år med infödingarna, vilka kallade honom "mannen från månen". Han utforskade därefter Java och de australiska ögrupperna. 1882 återvände han till Ryssland, men reste 1883 tillbaka till Nya Guinea och gifte sig samma år i Sydney.
En förfader till Miklucho-Maklaj invandrade från Skottland till Ryssland, därav det andra efternamnet Maclay. Nikolaj Miklucho-Maklajs namn stavas på många olika vis runt om i världen. von Miklouho-Maclay, Miklukho-Maclay (i engelskspråkiga Länder), Mikloucho-Maclay, Miklukho-Maclaj och Nicholas Maclay (hans namn i Australien) är några varianter.
Miklucha-Maklajs reseskildringar (ett 70-tal) gavs ut av geografiska sällskap i S:t Petersburg, Berlin och Sydney. Hans minne hedras bland annat genom namnet N.N. Miklucha-Maklaj-institutet för Etnologi och Antropologi, som är ett av instituten vid Rysslands Vetenskapsakademi.

## Utmärkelser
Asteroiden 3196 Maklaj är uppkallad efter honom.